# Глушкова, Татьяна Михайловна
Татьяна Михайловна Глушкова (21 декабря 1939 года в Киеве — 22 апреля 2001 года в Москве) — советский и российский поэт и литературный критик.

## Биография
Родилась в семье физиков-рентгенологов. Сразу после начала Великой Отечественной войны родители были спешно эвакуированы вместе с институтом, в котором работали, в глубь страны. Таня вместе с бабушкой оказались на оккупированной территории. В мае 1945 года семья вернулась в Киев, но в 13 лет Таня осиротела — получившие высокие дозы облучения родители умерли. Сама она напишет: «Все в моей семье были беспартийные, их идеологию я определила бы как страстный культ труда во имя Отечества, культ всякого нестяжания».
Окончив в Киеве среднюю школу, в 1960 году она поступила в Литературный институт имени А. М. Горького (семинар Ильи Сельвинского), который окончила в 1965 году. Дипломная работа — цикл стихов «София Киевская» — вызвала резкие нарекания руководителя семинара в условиях хрущёвских гонений на церковь. Диплом удалось защитить спустя некоторое время благодаря поддержке Сергея Наровчатова — Глушкова работала экскурсоводом в Пушкинском музее-заповеднике Михайловское и в это время каким-то образом Наровчатов прочитал её «забракованную» дипломную работу и написал положительный отзыв, поспорив со своим бывшим учителем, Сельвинским: «Татьяна Глушкова и впрямь по-хорошему национальна в своём творчестве, без немого чванства и ненужной полемичности»; спустя полтора года после неудавшейся защиты Глушкова получила даже «диплом с отличием».
Первые стихи были напечатаны в «Литературной газете» (10 июля 1962) и «Дне поэзии» (1963). Первый сборник её стихов, «Белая улица», вышел в 1971 году и был доброжелательно встречен критикой. Затем последовали сборники «Выход к морю» и «Разлуки нет» (1981), «Снежная гроза» (1987), «Стихотворения» (1992), «Всю смерть поправ» (1997). Стихи отличались, по выражению Ирины Роднянской: «неявностью конечного смысла и содержательной уплотненностью». С начала 80-х годов в тематике стихов появилась грусть и трагедия любви; в это же время она активно включилась в общественный процесс, став на защиту народных ценностей и народной культуры, в издательстве «Современник» появился остро-полемическая книга статей «Традиция — совесть поэзии» (М., 1987). Глушкова вела полемические споры с Ст. Рассадиным, Л. Аннинским и другими о русской культуре, о литературных традициях.
С 1972 по 1989 год Т. М. Глушкова вела поэтический семинар в Литературной студии при МГК ВЛКСМ и Московской писательской организации СП. 
Перестройку она не приняла и превратилась «в яростного борца, непримиримого консерватора». После событий осени 1993 года она создала цикл стихов — «Всю смерть поправ…» (М., 1997), посвящённых трагедии русского народа, переживая разрушение СССР как потерю Родины. 
В последнее время работала над романом в стихах «Грибоедов» — дневником-исповедью, написанным от лица великого русского поэта, а также автобиографической книгой о военном детстве «После Победы», фрагменты из которой были опубликованы в газете «Завтра» и «Дне литературы».
Умерла после тяжелейшего инсульта. 

Похоронена на Переделкинском кладбище.
В числе своих друзей Т. М. Глушкова называла авиаконструктора О. К. Антонова и архитектора К. Мельникова.

### Переводы
- Фединишинец В. Едет кот на торжок. / Пер. с украинского. — М., 1978
- Вациетис О. Колодец детства. / Пер. с латышского. — М., 1987
- Данилов С. Сын карася Карасишка. / Пер. с якутского. — М., 1981